# David Sharp (alpiniste)
Pour les articles homonymes, voir David Sharp.
David Sharp est un alpiniste né le 15 février 1972 et mort le 15 mai 2006 dans la grotte de Green Boots lors de l'ascension de l'Everest en solitaire. Alors qu'il était en difficulté, il fut ignoré par une quarantaine d'autres grimpeurs qui ont choisi de poursuivre leur ascension.

## Mort de David Sharp
David Sharp meurt de froid au cours d'une tentative d'ascension en solitaire le 16 mai 2006, après avoir été trouvé en hypothermie dans la grotte de Green Boots.
Dans l'après-midi du 14 mai 2006, des alpinistes descendant vers le camp de base avancé le croisent qui progresse lentement dans son ascension des Marches. La nuit venue, une autre équipe se met en marche pour tenter d'atteindre le sommet au lever du soleil ; peu avant 1 heure du matin, atteignant l'alcôve de Green Boots où ils savent retrouver le corps aux chaussures vertes, ils ont la surprise d'y voir un autre grimpeur. David Sharp y a probablement cherché abri dans un moment de faiblesse, mais sa condition apparaît déjà critique : assis à la droite de Green Boots et enserrant ses genoux, il ne porte aucun masque à oxygène et des cristaux de glace se sont formés sur ses cils.
Après avoir tenté de le réveiller en l'appelant, le guide Mark Woodward et son équipe décident de le laisser en l'état : l'homme paraît être dans le coma et ils ne croient plus pouvoir rien faire contre son hypothermie. Sharp est alors toujours attaché à la corde de guidage, aussi les alpinistes le contournent-ils pour continuer leur ascension. Une vingtaine de minutes plus tard, c'est au tour d'une expédition turque de l'apercevoir. Ils ont beau le presser de se relever et de se maintenir en mouvement, Sharp refuse d'un geste de la main.
Une quarantaine d'autres alpinistes passent devant Green Boots entre le soir du 14 et le 15 mai. D'aucuns diront plus tard qu'ils ne l'ont pas vu, ou qu'ils l'ont pris pour Green Boots, le corps dont ils savaient qu'il se trouverait immanquablement à cet endroit.
À 9 h 30, l'alpiniste Maxime Chaya et son sherpa Dorjee passent devant l'alcôve de Green Boots à leur descente ; Chaya est depuis quelques heures le premier Libanais à avoir jamais grimpé l'Everest. David Sharp est alors inconscient, pris de tremblements et de claquements de dents. Son nez, ses joues et ses lèvres ont noirci à mesure que les gelures progressent et ses doigts paraissent totalement gelés, de même ses jambes jusqu'aux genoux et ses bras jusqu'aux coudes. Depuis le passage des Turcs dans la nuit, il ne porte plus son bonnet ni des lunettes de protection. Quant à ses réserves d'oxygène, elles sont nulles : Chaya découvre dans son sac une bouteille désormais vide et tente de faire respirer le Britannique avec ses réserves, mais sans succès. Il appelle alors à la radio le camp de base avancé, pour se voir répondre que l'état de Sharp est trop avancé pour qu'il soit possible de l'aider ; Chaya n'a de plus que 90 minutes d'oxygène pour redescendre, et manquerait d'aide pour parvenir à porter Sharp plus bas. Le Libanais reste au chevet du mourant pendant une heure, durant laquelle il est soutenu à la radio par des membres du camp de base. Il le quitte finalement après avoir récité une prière.
Plus tard, l'expédition turque redescend et passe de nouveau devant Green Boots ; eux-mêmes sont dans l'urgence car l'un des leurs souffre d'un état avancé de mal des montagnes. Les prochains à s'arrêter sont Eylem Elif Mavis et son sherpa, qui ne peuvent que constater l'état comateux de Sharp et tenter de relier l'une de leurs bouteilles d'oxygène à son régulateur, mais l'opération ne fonctionne pas. À son tour, elle alerte le camp de base avancé et leur précise la localisation du corps.
À 11 h 45, le sherpa Phurba Tashi parvient à obtenir de Sharp une réponse, peut-être à cause de l'élévation de température en journée ou de l'oxygène qu'il a réussi à lui procurer : « Mon nom est David Sharp. Je fais partie d'Asana Trekking, et je veux seulement dormir. » Les sherpas le déplacent de quelques dizaines de centimètres, au soleil, puis le laissent après avoir constaté qu'il est incapable de rester debout malgré leur aide.
Le restant du 15 mai, les proches de Sharp qui l'ont vu s'élancer la veille s'inquiètent peu pour lui : il est réputé pour sa bonne adaptation à l'altitude et son expérience de l'Everest, dont il a déjà pénétré deux fois la zone de mort auparavant. L'alpiniste libanais qui l'avait veillé a également cru que le mourant croisé était russe, non britannique, aussi ne se lance-t-on pas à la recherche de Sharp tout de suite, alors que deux autres alpinistes ont déjà été portés disparus. Néanmoins, au matin du 16 mai, soit deux nuits après le départ de Sharp, le sherpa d'une équipe coréenne en descente rapporte à la radio que le « grimpeur aux bottes rouges » est désormais mort.
L'accident fait grand bruit dans la communauté des alpinistes, les uns accusant les autres d'avoir ignoré les différents avertissements radios envoyés au camp de base avancé, ou d'avoir délibérément refusé de venir en aide au mourant pour mieux poursuivre l'ascension. Chaya blâme en partie Sharp, qui sous-estima les dangers d'une expédition en solitaire, en partant avec de trop faibles rations d'oxygène, tard dans la journée et sans radio.
Mark Inglis, dans une interview le 26 mai 2006, déclare que plus de 40 alpinistes sont passés devant lui sans lui porter assistance. Dans le documentaire Dying For Everest, il a été théorisé que sa situation de détresse a pu être ignorée par les grimpeurs qui le voyaient sans s'arrêter, parce qu'ils le confondaient avec Green Boots.